# Disophrys latiabdominalis
Disophrys latiabdominalis är en stekelart som beskrevs av Bhat 1980. Disophrys latiabdominalis ingår i släktet Disophrys och familjen bracksteklar. Inga underarter finns listade i Catalogue of Life.